# ラウンドガール

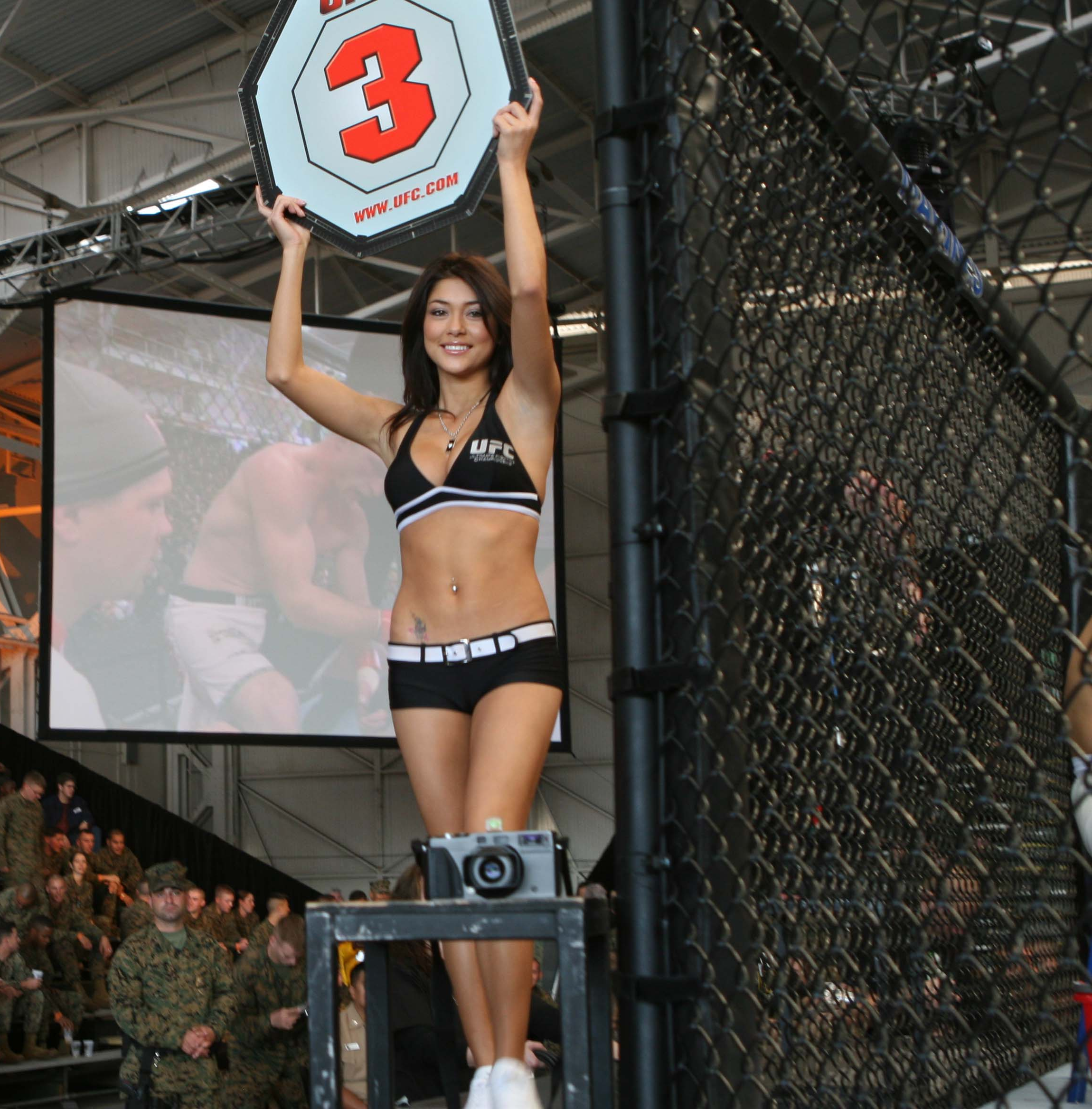
UFCのラウンドガール、アリアニー・セレステ

ラウンドガール（round Girl）とは、ボクシングやキックボクシング、総合格闘技などの格闘技興行においてラウンド間に会場に向けて次のラウンド数を表示する役割を担う女性を意味する和製英語。英語におけるリングガール（ring girl）に該当する。UFCではオクタゴンガールと称するが、これはUFCのリングが八角形（オクタゴン）であることにちなむ。

## 概要
ラウンドガールの誕生は、1965年にラスベガスで開催されたボクシング興行とされている。日本では、1978年に日本武道館で開催されたキックボクシング興行で初披露された。
ラウンドの合間に1、2人でリングに上がり、次のラウンド番号が記載されたボードを掲げながら、リングの内周（オクタゴンの場合は外周）を回る。ボードにはスポンサー企業の名前が入っていることが多く、「歩く広告塔」としての役割も担っている。通常、ラウンドガールはウォーキングのみでリングを回るが、Krushガールズは場内に流れる曲に合わせてダンスをしながらボードを掲げている。
また、イベントによっては勝利した選手へ勝利者賞などの贈呈も行う。アメリカやメキシコでは、調印式や公開計量などにも姿を見せる。
ラウンドガールには、レースクイーンやグラビアアイドル、モデルが選ばれることが多い。これらは興行を主催するプロモーターが用意しており、事前にオーディションを行う場合もある。契約は大きく分けて興行ごとの場合と年単位の場合がある。変わり種として、八王子中屋主催興行では、八王子芸者がラウンドガールを務める。
ラウンドガールとしての活動終了後、格闘家に転向した者も存在する（正木純子など）。一方、プロ格闘家デビュー後も並行してラウンドガール活動も継続している者もおり、中には高野人母美や宮原華音のようにアンダーカードに出場し、その後の試合でラウンドガールを務める場合もある。また、柴田直子ら試合のない現役選手が役割を担うこともある。

## 服装
ラウンドガールが登場した当初はスラックスなどの正装を衣装として着用していることが多かったが、近年はビキニなどの水着やボディコン、セパレートなど、観客の視線を引き付けるための衣装を着用している。また、ハイヒールを履く場合が多い。

## 不要論
元UFCライト級世界王者のハビブ・ヌルマゴメドフは、2021年8月の記者会見で、自身がプロモートするEagle FCにラウンドガールがいない理由を質問された際に「誰も怒らせるつもりはないが、ラウンドガールは格闘技で最も不必要な人材だ。彼女たちの役割は？ラウンドが知りたいならスクリーンを見ればいい」と答えている。これに対し、UFCオクタゴンガールのひとりであるアリアニー・セレステは「この15年間、私たちは単なるリングガールだけではなく、UFCのプロモーションに尽力してきました。世界中を巡ったり、自身の活動なども通して、熱狂的なファンへ愛を送り続けてきました」と反論した。
一方、元PRIDEヘビー級王者のエメリヤーエンコ・ヒョードルは、「彼女たちはラウンドごとに次のラウンドの数を教えてくれる人たち。意見があるとしたら、もう少し肌の露出を抑えた方がいい」と持論を展開した。
また、KNOCK OUTガールの来栖うさこは「絶対に必要な存在かと言われたら、そうではないかもしれないです」と前置きしたうえで「それでも、ラウンドガールがいる意味はあると思います。いないよりはいたほうがいい」「ラウンドガールが、格闘技への入口になることもあると思うんですよ」と述べている。
総合格闘家の平本蓮は、「格闘技がメインなんです AV女優をリングにあげるのをやめてください。自分が信仰してる宗教上ダメなんです。こればかりは譲れません」、「AV女優の過激なラウンドガールもやめてください」と述べている。これに対し、AV女優の月島さくらは「これ職業差別だと思うんだけど。」と反論した。

## ラウンドボーイ
男性がラウンドガールと同様の役割を果たすラウンドボーイも存在する。これも和製英語であり、英語におけるリングボーイ (ring boy) に該当する。
黎明期のプロボクシングではもっぱらラウンドボーイが用いられ、後にスマックガールなどの女子格闘技でも採用されたが、近年はムエタイやラウェイなど女人禁制のためにラウンドガールがリングに登壇できない興行を除き、ほとんど目にすることはない。
変わった例として、2010年3月27日のWBC世界フライ級タイトルマッチ、亀田興毅対ポンサクレック・ウォンジョンカム戦でラウンドガールを務めた佐藤かよが挙げられる。佐藤は性別的には男性だが、この試合ではラウンドガールとして仕事を行った。
また、2013年2月27日のWBA世界フライ級タイトルマッチ、ファン・カルロス・レベコ対黒田雅之戦では、Jリーグ・川崎フロンターレのマスコット「ふろん太」が「ラウンドボーイ」としてリングに上がっている。
2022年2月27日に開かれたK-1では、美川憲一が「スペシャルラウンドスター」と称されて同様の役割を担った。
2023年2月25日に開かれた亀田和毅対ルイス・カスティージョ戦では、ラウンドガールに加えてパーソナルトレーナーのアキラマッスルこと宮島朗もラウンドボーイとしてリングに入った。
2023年3月25日に開かれたWBA・WBC女子世界ミニマム級王座統一戦、セニエサ・エストラーダ対ティナ・ルプレヒト戦では、2020年東京オリンピックのスーパーヘビー級銀メダリストにして現役プロボクサーだったリチャード・トーレスがラウンドボーイを務めた。